# الأعمدة البيضاء

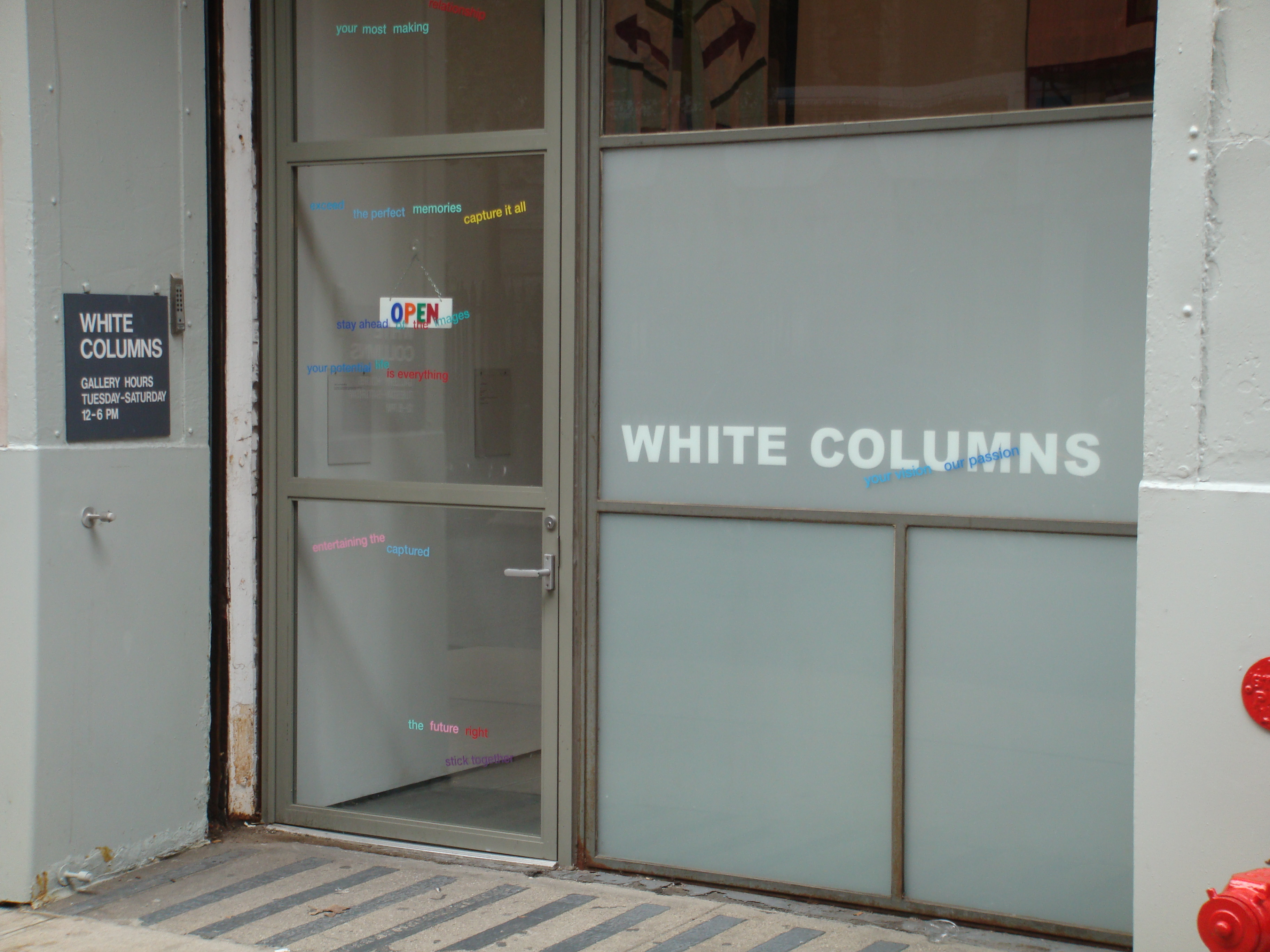
أعمدة بيضاء

الأعمدة البيضاء هي أقدم مكان بديل غير ربحي في مدينة نيويورك. تعرف الأعمدة البيضاء بأنها عرض للفنانين القادمين، وهي مكرسة في المقام الأول للفنانين الناشئين غير المنتسبين إلى صالات العرض. وينظر المدير في جميع الأعمال المقدمة. ويستقبل بعض الفنانين زيارات الاستوديو ويعرض بعض هؤلاء الفنانين. احتفظ وايت عمد سجل الشرائح للفنانين الناشئين، وهو الآن سجل للفنانين المقلدين على الإنترنت.

## التاريخ والمواقع
تأسست الأعمدة البيضاء في عام 1970 في حي سوهو في مدينة نيويورك من قبل جيفري ليو وجوردن ماتا كلارك. وكان يعرف بعد ذلك باسم 112 /112 ورشة عمل شارع غرين.
في عام 1979 انتقلت إلى شارع الربيع، في تريبيكا، وأعيدت تسميتها إلى الأعمدة البيضاء. من بين مديري الأعمدة البيضاء جوش باير، توم سولومون، بيل أرنينغ، بول ها، لورين روس، والمدير الحالي ماثيو هيغز.
في عام 1991 انتقل إلى شارع كريستوفر في قرية غرينتش. وفي عام 1998 ، انتقلت منظمة الأعمدة البيضاء إلى موقعها الحالي على حدود قرية غرينتش ومقاطعة تكديس اللحوم، بمبادرة من المدير آنذاك ها، الذي افتتح المكان بمعرض «المخزون».
منذ تأسيسها، دعمت منظمة الأعمدة البيضاء وفرت الفرصة لمئات الفنانين بما في ذلك أليس آيكوك، ستيفن لاوب، ويلوبي شارب، كيكي سميث، سونيك شباب، أندريس سيرانو، لورنا سيمبسون، جون كورين، كادي نولاند، تايلر تركل، سارة سزي، ليكرز. وحتى يومنا هذا، تواصل منظمة الأعمدة البيضاء دعمها للفنانين مع برنامج مستمر للمعارض ولمئات الفنانين الآخرين من خلال سجل الفنانين على الإنترنت.

## الفهرس
- شريط مهرجان الضوضاء (1982) أعمدة تي اس أو سي البيضاء